# Myzus borealis
Myzus borealis är en insektsart som beskrevs av Ossiannilsson 1959. Myzus borealis ingår i släktet Myzus och familjen långrörsbladlöss. Enligt den finländska rödlistan är arten otillräckligt studerad i Finland. Arten är reproducerande i Sverige. Artens livsmiljö är torra gräsmarker. Inga underarter finns listade i Catalogue of Life.